# Vaad Hatzalah
Le Vaad Hatzalah (« Comité de sauvetage ») est un organisme fondé en novembre 1939 à New York par l'Union des rabbins orthodoxes des États-Unis et du Canada (Agudath Harabbanim) dans le but de sauver les Juifs d'Europe de la Shoah,,,.